# Rodrigo Viega
Rodrigo Viera Alves (Rivera, Uruguay, 7 de agosto de 1991) es un futbolista uruguayo. Juega de mediocampista y actualmente milita en Sportivo Luqueño de la Primera División de Paraguay.

## Trayectoria
Su primer club fue el Club Atlético Peñarol donde realizó las divisionales formativas. En ellas logró consagrarse como campeón del Torneo Uruguayo de cuarta división en el 2008. En el año 2009 fue ascendido al plantel de primera división bajo la dirección técnica de Julio Ribas y por la Copa Carlos Gardel de dicho año ingresó frente a Tacuarembó en lugar de Diego Alonso.
Logró su primer gol con la camiseta aurinegra el día 29 de mayo de 2011, decretando el empate parcial frente a Central Español. Ingresó a los 45 minutos en sustitución de Heber Collazo.

## Estadísticas
| Club                          | País      | Año           | Part. | Goles |
| ----------------------------- | --------- | ------------- | ----- | ----- |
| Peñarol                       | Uruguay   | 2009-2012     | 4     | 1     |
| Juventud Las Piedras (cedido) | Uruguay   | 2013-2015     | 51    | 6     |
| Peñarol                       | Uruguay   | 2015-2016     | 6     | 0     |
| Temperley (cedido)            | Argentina | 2016-2017     | 5     | 0     |
| Montevideo Wanderers (cedido) | Uruguay   | 2017          | 9     | 1     |
| El Tanque Sisley (cedido)     | Uruguay   | 2018          | 0     | 0     |
| Progreso (cedido)             | Uruguay   | 2018-presente | 69    | 9     |
| Boston River                  | Uruguay   | 2020 - 2022   |       |       |
| Sportivo Luqueño              | Paraguay  | 2023          |       |       |

## Palmarés

### Títulos nacionales
| Título              | Club    | País    | Año     |
| ------------------- | ------- | ------- | ------- |
| Campeonato Uruguayo | Peñarol | Uruguay | 2012-13 |
| Campeonato Uruguayo | Peñarol | Uruguay | 2015-16 |